# Начальник штаба
Начальник штаба, укорочено Начштаба, сокращённо НШ — должность в формированиях вооружённых сил (где она предусмотрена) некоторых государств и лицо, находящееся на ней.
К словосочетанию «начальник штаба» добавляют наименование формирования для конкретики, например — начальник штаба батальона, начальник штаба дивизиона, начальник штаба 154 окп, начальник штаба 146 одсбр, НШ КОВО, НШ ГО и так далее. Только начальник штаба имеет право, закреплённое в руководящих документах, отдавать от имени командира (командующего) приказы, приказания и распоряжения подчинённым формированиям (войскам и силам), заместителям командующего (командира), начальникам родов войск (сил), специальных войск, управлений, отделов и служб, оперативно подчинённых органов управления другими войсками. Сокращение применяемые в некоторых документах к словосочетанию — НШ. Ранее, в Русском флоте, соответствующая начальнику штаба флота или соединения кораблей (в случае, если эту должность занимал штаб-офицер, а не адмирал) соответствовал чин Флаг-капитан. 

## История
В Русской армии существовали должности НШ, так ближайший сотрудник главнокомандующего, заменяющий его в случае болезни или смерти, — начальник штаба, а штаб главнокомандующего состоял из трёх отделов:
- управления генерал-квартирмейстера, где было сосредоточено делопроизводство по распоряжениям, касающимся стратегических операций и службы Генерального штаба вообще;
- управления дежурного генерала, ведающего переписку по инспекторской части;
- железнодорожного отдела.

В советских и российских вооружённых силах НШ это лицо командного состава, стоящее во главе штаба объединения, соединения, части или подразделения армии, авиации или флота.
В боевых условиях и в случае внезапного убытия командира соединения является первым его заместителем. Является первым заместителем командира (командующего) объединения, соединения, части или подразделения и прямым начальником всего личного состава данного объединения, соединения, части или подразделения. При проведении в жизнь решений командира имеет право отдавать приказания подчинённым от его имени, причём сообщать командиру должен только о наиболее важных приказаниях.
Должность начальника штаба полка предусматривает штатное звание подполковника, в прямом подчинении обычно находятся заместитель начальника штаба полка, старший помощник начальника штаба полка, помощник начальника штаба полка, начальник разведки полка и начальник связи полка (все должности майорские). Должность начальника штаба батальона предусматривает штатное звание майора.
Кроме войск должность есть также в штатном расписании МВД.
Кроме части или подразделения армии, авиации и флота должность начальника штаба являлась ключевой в воинских частях и подразделениях МПВО а затем и ГО СССР. На гражданских и оборонных объектах так же существовали штабы ГО. Должность НШ ГО объекта обычно предусмотрена в штатном расписании предприятия. Являясь первым заместителем начальника ГО (руководителя предприятия), НШ имеет право от его имени отдавать приказы и распоряжения. Он организует устойчивое управление и надёжно действующую систему оповещения, разведку, текущее и перспективное планирование, боевую подготовку личного состава формирований, осуществляет контроль за выполнением всех мероприятий ГО.Основной задачей НШ ГО являлась организация работы по планированию и выполнению всех мероприятий, обеспечивающих постоянную готовность сил и средств ГО предприятия, использования их в чрезвычайных ситуациях, установления противопожарного режима на предприятии и организация выполнения работы по предупреждению возникновения чрезвычайных ситуаций техногенного происхождения.
В странах, где военная структура построена по НАТОвскому или английскому образцу, начальник штаба это командир/начальник подразделения, соединения или организации, иногда называемый главный штабной офицер (англ. Principal Staff Officer (PSO)), являющийся координатором штаба поддержки или первым заместителем (адъютантом) некой важной личности (например, президента).

## Россия
Ниже представлены некоторые начальники штабов в России:
- Начальники штабов фронтов во время Великой Отечественной войны
- Начальник Генерального штаба Вооружённых Сил Российской Федерации

## США
Ниже представлены некоторые (не все) начальники штабов в ВС США:
- Председатель объединённого комитета начальников штабов
  - Начальник штаба сухопутных войск США
  - Комендант корпуса морской пехоты США
  - Начальник (оперативного) штаба ВМС США
  - Начальник штаба воздушных сил США
  - Комендант береговой охраны США
- Начальник Бюро Национальной гвардии[англ.]